# Ardtole

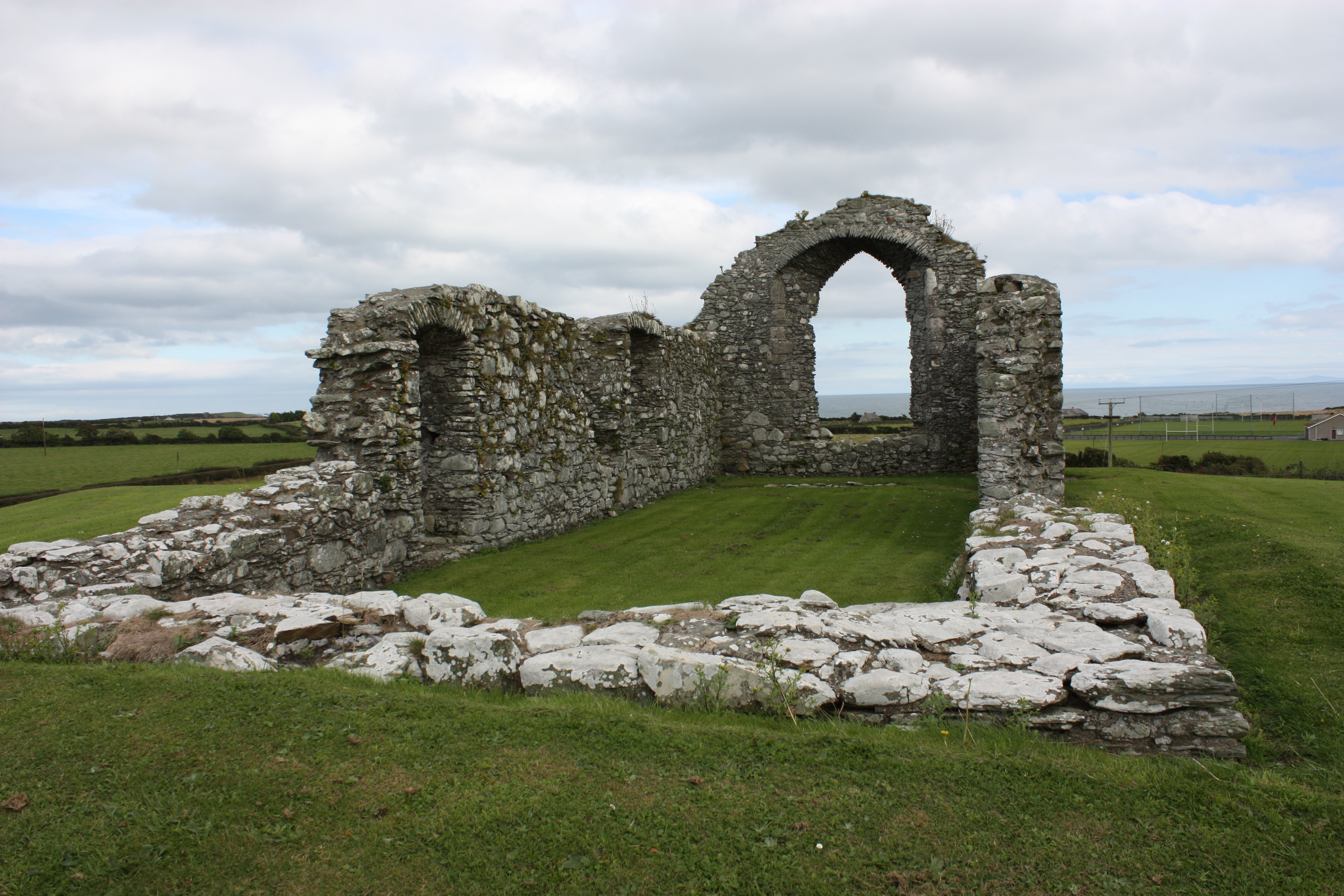
A antiga Igreja de Ardtole em 2010.

Ardtole (em irlandês:  Ard Tuathail) é uma townland de aproximadamente 431 acres situada no Condado de Down, Irlanda do Norte, próxima à Ardglass. Está na paróquia civil de Ardglass e no barony histórico de Lecale Lower. A parte sul de Ardtole é conhecida como "Ardtole inglesa" enquanto que a parte norte é conhecida como "Ardtole irlandesa".
A townland contém os restos da Igreja de Ardtole, uma igreja do século XV em ruínas que era dedicada a São Nicolau; também está perto de um poço sagrado, conhecido como  St Patrick's Well. 